# Ninine Garcia
Joseph „Ninine“ Garcia (* 1956) ist ein französischer Gitarrist des Gypsy-Jazz und Filmkomponist.
Garcia, der sowohl Kale- als auch Sintiwurzeln hat, ist der Sohn von Mondine Garcia, mit dem er seit den späten 1970er Jahren auftrat. Er führte die  Tradition  seines  Vaters  weiter. Regelmäßig spielt er mit seinem Sohn Rocky Garcia (* 1983) und seinem Neffen Mundine im Trio Garcia im legendären Café La Chope des Puces neben dem Pariser Flohmarkt in Saint-Ouen-sur-Seine. Daneben fusionierte er mit der Gruppe Synthax Rap und Gypsy-Jazz.
Garcia arbeitete mit Matthieu Chedid an der Musik zum Spielfilm Toutes les filles sont folles von Pascale Pouzadoux, die 2003 für den César für die beste Filmmusik nominiert wurde. Er trat im Folies Bergère in einer Show von Thomas Dutronc erfolgreich auf. Mit den Gitarrenkollegen Angelo Debarre, Tchavolo Schmitt und Moreno trat er in dem Film Les Fils du Vent von Bruno Le Jean auf, der auch als DVD veröffentlicht wurde. Er hat auch mit Alberto Weiss, Youenn Derrien und mit Tchavolo Schmitt Alben eingespielt.

## Diskographische Hinweise
- Les Manouches Aimez-vous Brahms (Le Kiosque d’Orphée 1983)
- My Dream of Love (Djaz Records 2004)
- Nouvelle vie (Djaz Records 2008)
- Trio Garcia, Gilles Barikosky Swing au coeur... de Paris (Quest 2012)
- Héritages (2019, mit Ivan Jullien Big Band, Liane Foly, Sanseverino, Thomas Dutronc, Yvan Le Bolloch, Noé Reinhardt)